# Myospalax myospalax
Myospalax myospalax är en däggdjursart som först beskrevs av Erik Laxman 1773.  Myospalax myospalax ingår i släktet Myospalax och familjen mullvadsråttor. IUCN kategoriserar arten globalt som livskraftig. Inga underarter finns listade i Catalogue of Life.

## Utseende
Arten når en kroppslängd (huvud och bål) av cirka 26 cm och därtill kommer en cirka 6,5 cm lång svans. Hannar är med en vikt av 225 till 720 g tyngre än honor som väger 200 till 540 g. Ovansidan är täckt av rödbrun päls som blir ljusare fram mot undersidan. Myospalax myospalax byter under april samt under november päls. Vid de korta främre extremiteterna förekommer långa och kraftiga klor. De små yttre öronen är inte synliga utanför pälsen.

## Utbredning
Arten förekommer i norra Kazakstan och i angränsande delar av Ryssland. Den lever i låglandet, på högplatå eller i bergstrakter upp till 2750 meter över havet. Habitatet utgörs främst av stäpper med några buskar samt av andra gräsmarker. Sällan besöks skogar eller jordbruksmark.

## Ekologi
Individerna gräver underjordiska tunnelsystem som har olika skikt. Det översta skiktet som används för att leta efter föda ligger 5 till 27 cm under markytan. Det andra skiktet ligger 40 till 110 cm djupt och har kamrar där arten sover, lagrar föda eller uppfostrar sina ungar. Alla tunnlar sammanräknade kan vara 150 meter långa. Ett hålrum nära huvudentrén används som toalett. I boet lever bara en vuxen individ. Under parningstiden finns ofta en övergång mellan honans och hanens tunnelsystem. Myospalax myospalax äter rötter samt gröna växtdelar som dras ner till tunneln. Före vintern kan det finnas upp till 8 kg föda i boet. Parningstiden varar från september till april och efter dräktigheten föds en kull med 1 till 10 ungar, oftast 3 till fem.
Vid utgångarna bildas jordhögar som har en diameter av cirka 25 cm. Trots förbrukningen under vintern kan det finnas 4 kg förråd kvar under våren. Ibland kompletteras födan med daggmaskar eller små gnagare. Myospalax myospalax jagas själv av stäppiller (Mustela eversmanii) och av rödräv.

## Myospalax myospalaxoch människor
Vid början av 1900-talet användes artens päls för att framställa kläder. Till exempel fångades 62 000 exemplar för detta ändamål under 1939. Djurets betydelse för pälsindustrin minskade sedan avsevärd.
När gnagaren hämtar sin föda från odlade områden betraktas den som skadedjur. Den bekämpas därför med fällor, med gift samt med gas- eller vattenfyllda tunnlar.